# M/T Castor

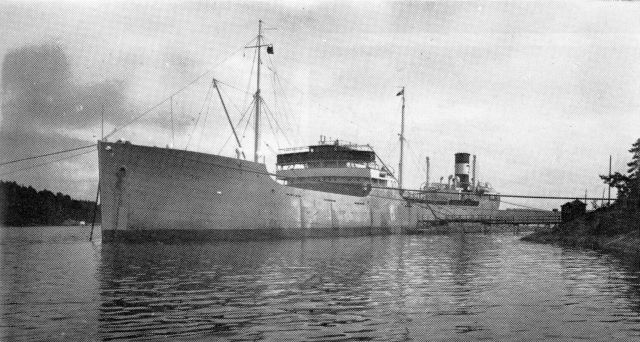
M/T Castor innan fartyget rekvirerades för lejdtrafik.

M/T Castor var ett svenskt tankfartyg som förde en äventyrlig tillvaro under andra världskriget vilket slutade med att hon sänktes i Nordatlanten av en tysk ubåt den 31 mars 1941, varvid 15 personer omkom.

## Historik
Castor samt systerfartyget Capella kan anses vara de första egentliga tankfartygen i svenska handelsflottan. Fartyget byggdes av Kockums i Malmö år 1928.
Den 7 september 1939 räddade Castor besättningen på engelska Gartavon i Biscayabukten. Det engelska fartyget hade skjutits i sank av en kanonsalva från den tyska ubåten U-47.

## Rekvirerad av svenska staten
Fartyget rekvirerades i september 1939 av svenska staten för att transportera olja från Mexiko till Sverige. I april 1940 beordrades Castor att möta de i Italien inköpta jagarna Psilander, Puke, Romulus och Remus i Lissabon och försörja dessa med drivmedel under hemfärden. Färden blev mycket dramatisk då Castor utsattes för ett bombanfall utanför norska kusten den 8 juli, med närmissar av fyra bomber. Efter hemkomsten till Sverige den 10 juli undergick hon en tre månader lång reparation. Fartyget avgick därefter mot Amerika, varifrån hon aldrig skulle återvända.

## Resa som lejdfartyg
Med full last av olja för svenska statens räkning avgick Castor från Port Arthur i Texas den 12 mars 1941 mot Göteborg. Fartyget var försett med tydliga nationalitetsmärken och namn på sidorna. För säkerhets skull hade nationalitetsmärkena nymålats före avresan och det ansågs att resan skulle kunna ske säkert då de krigförande nationerna beviljat "fri lejd" samt att positionerna noga angivits. På morgonen den 31 mars då fartyget befann sig ungefär mitt mellan Newfoundland och Irland, vid 58 N 32 W, skakades Castor av en kraftig explosion. En torped från den tyska ubåten U 46 under fartygschefen Engelbert Endress befäl hade träffat fartyget midskepps och slitit loss halva styrbordssidan. Den flytande lasten antändes och elden spred sig snabbt till övriga tankar. Brinnande olja sprutade högt upp i luften medan fartyget inhöljdes av en svart tjock och dödlig rök. När besättningen tog sig ut regnade brinnande olja ned på däck. Samtidigt fick Castor svår slagsida. De befäl och vakthavande som befunnit sig på bryggan torde ha dödats omedelbart. Från poopen, där livbåtarna hade sin plats, kunde några av befälen och besättningen börja fira ned dessa varvid alla utom en timmerman brändes till döds.
Man lyckades så småningom sjösätta två livbåtar och ösa dem läns varför sammanlagt 21 av Castors 36 man kunde räddas. I tre dygn uppehöll sig de överlevande i livbåtarna, där kylan blev allt besvärligare. Castor brann i två dygn men på tredje dagens gryning hade elden upphört. Männen rodde bort till det ännu inte sjunkna fartyget och lyckades komma åt ett litet proviantförråd som var orört av elden. Vid besöket ombord var märkligt nog en av fartygets hjälpmaskiner alltjämt i gång på tredje dagen efter torpederingen. Den 3 april bärgades de överlevande av det brittiska motorfartyget Otaio som landsatte dessa i Curaçao. Timmerman Carl Blucher, Malmö, tilldelades senare kungens guldmedalj för berömliga gärningar för att han verksamt bidragit till räddandet av en stor del av Castors besättning.